# Abborrtjärnen (Idre socken, Dalarna, 684895-131614)
Abborrtjärnen är en sjö i Älvdalens kommun i Dalarna och ingår i Dalälvens huvudavrinningsområde.